# Filippo III di Navarra
Filippo di Évreux (27 marzo 1306 – Jerez de la Frontera, 23 settembre 1343), conte d'Évreux dal 1319, fu inoltre re di Navarra dal 1328 (incoronato assieme alla moglie, Giovanna II) fino alla sua morte.

## Origine
Filippo era figlio di Luigi di Francia, conte d'Évreux, e di Margherita d'Artois. Filippo III era nipote di Filippo IV il Bello perché suo padre era il fratellastro di Filippo IV il Bello.

## Biografia

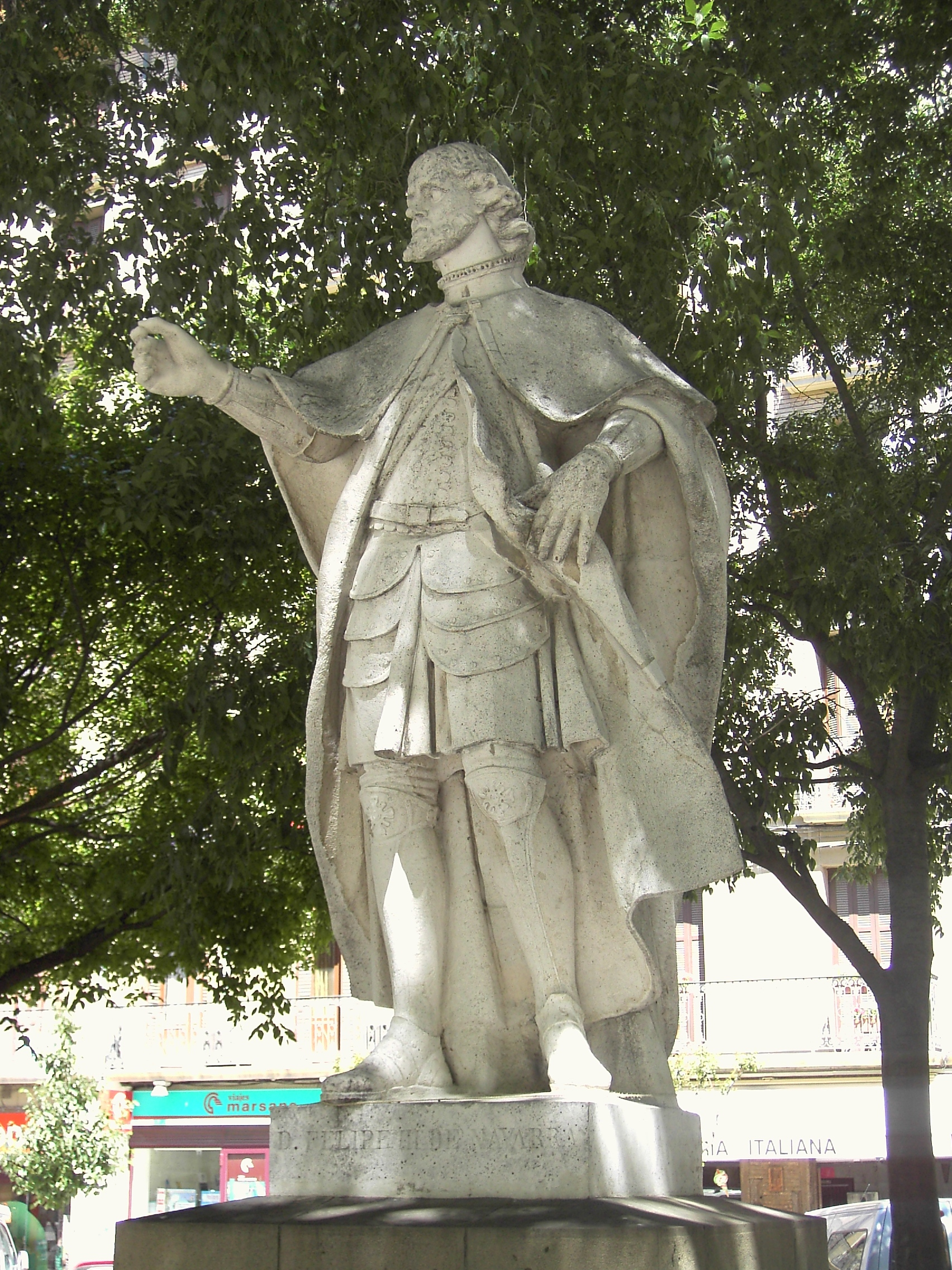
Filippo III di Navarra, monumento ubicato a Pamplona

Nel 1316 Giovanna II di Navarra, a soli quattro anni, rimase orfana del re di Francia, Luigi X l'Attaccabrighe, fu esclusa dalla successione, suo zio Filippo V il Lungo, conte di Poitiers, fu eletto re di Francia ed il 9 gennaio 1317 incoronato come Filippo V di Francia e Filippo II di Navarra; a Giovanna oltre alle altre compensazioni (le contee di Champagne e di Brie) fu concessa la mano del cugino del padre di Giovanna, Filippo, l'erede della contea di Évreux.
Il 27 marzo 1318,  fu redatto il contratto di matrimonio tra Giovanna e Filippo che venne, in quello stesso giorno, investito delle Contee d'Angoulême e di Mortain. Il contatto di matrimonio fu rinnovato il 18 giugno 1318.
Nel 1319, alla morte del padre, Filippo gli subentrò nel titolo di conte d'Évreux.
Nel 1322, alla morte di Filippo V il Lungo, senza eredi maschi, e nel febbraio del 1328, alla morte di Carlo IV il Bello, i diritti della promessa sposa Giovanna, continuarono ad essere trascurati e nel 1328 fu eletto re di Francia, Filippo VI di Valois. Il nuovo re di Francia, riconobbe a Giovanna i diritti sulla corona di Navarra ma, in cambio, Giovanna dovette rinunciare ai suoi diritti sulla corona di Francia e, senza rinunciare ai suoi diritti, dovette cedere le contee di Champagne e di Brie al Dominio reale francese. Le contee di Angoulême e di Mortain, già assegnate a Filippo futuro marito di Giovanna, furono confermate ai reali di Navarra. Inoltre,  Giovanna ottenne Longueville in Cotentin, ed infine, Giovanna non tardò a scambiare la contea di Angoulême con feudi in Vexin: Pontoise, Beaumont-sur-Oise e Asnières-sur-Oise.
Nel 1328, il 9 ottobre, nel castello di Conflans, Filippo d'Évreux sposò sua cugina, la regina di Navarra, Giovanna II di Navarra, figlia del re di Francia, Luigi X, detto l'Attaccabrighe e di Margherita di Borgogna (1290-1315).
Filippo, alcuni giorni dopo il matrimonio fu acclamato re di Navarra.
Filippo fu incoronato come Filippo III di Navarra, insieme alla moglie, Giovanna II di Navarra il 5 marzo 1329, nella cattedrale di Pamplona.
I due sovrani, dopo l'incoronazione, rientrarono in Francia, risiedendo alla corte di Parigi e delegarono l'autorità regale a vari governatori francesi.
Nel 1331, Filippo divenne membro del consiglio del re di Francia. Filippo accompagnò Filippo VI ad Avignone per incontrare papa Giovanni XXII.
Con il trattato di Villeneuve-lès-Avignon, il 14 marzo 1336 gli fu confermata l'investitura delle Contee d'Angoulême e di Mortain.
Filippo e Giovanna II regnarono insieme e, durante il loro regno, si consolidarono le Cortes di Navarra composte dai tre stati: clero, nobiltà e borghesia; protessero la borghesia urbana nei contrasti con la piccola nobiltà; ed inoltre migliorarono l'amministrazione e realizzarono un'appendice ai fueros, denominato "Le migliorie di Filippo III".
Approvarono una politica di persecuzione degli ebrei: nel 1336, tutti gli ebrei di Pamplona dovevano risiedere in un quartiere loro dedicato.
I sovrani di Navarra mantennero ottime relazioni con il re di Francia, Filippo VI e anche con quello di Castiglia, Alfonso XI, se si esclude la guerra del 1334.

Dopo la cacciata dei Merinidi del 1340, Filippo III, nel 1343, partecipò ad una crociata contro il re musulmano di Granada e, il 23 o 26 settembre, morì all'assedio di Algeciras; Filippo morì, a Jerez de la Frontera, in seguito alla ferita riportata da una freccia che lo aveva colpito al collo. La salma fu riportata a pamplona dove venne inumata nella cattedrale.
La moglie Giovanna continuò a regnare da sola.

## Discendenza
Filippo e Giovanna ebbero otto figli:
- Giovanna (1326[8][11]– 1387), religiosa
- Maria (1329[8][12]– 1347), sposò nel 1337 Pietro IV di Aragona
- Carlo II il Malvagio (1332 – 1387), conte di Évreux e re di Navarra
- Bianca (1333[13]– 1398), sposò nel 1350, Filippo VI di Valois, re di Francia
- Agnese (1334[14]– 1396), sposò Gastone III Febo, conte di Foix e visconte di Bearn
- Filippo (1336 – 1363), conte di Longueville
- Giovanna (1339 – 1403), sposò Giovanni I, visconte di Rohan
- Luigi (1341 – 1372), conte di Beaumont.

## Ascendenza
|                        |                     |                         | Genitori                           |  |  | Nonni |  |  | Bisnonni            |  |  | Trisnonni             |  |
|                        |                     |                         |                                    |  |  |       |  |  | Luigi IX di Francia |  |  | Luigi VIII di Francia |  |
|                        |                     |                         |                                    |  |  |       |  |  | Luigi IX di Francia |  |  | Luigi VIII di Francia |  |
|                        |                     | Bianca di Castiglia     |                                    |  |  |       |  |  | Luigi IX di Francia |  |  |                       |  |
| Filippo III di Francia |                     |                         |                                    |  |  |       |  |  | Luigi IX di Francia |  |  |                       |  |
|                        |                     | Margherita di Provenza  | Raimondo Berengario IV di Provenza |  |  |       |  |  |                     |  |  |                       |  |
|                        |                     | Margherita di Provenza  | Raimondo Berengario IV di Provenza |  |  |       |  |  |                     |  |  |                       |  |
|                        |                     | Margherita di Provenza  | Beatrice di Savoia                 |  |  |       |  |  |                     |  |  |                       |  |
| Luigi d'Évreux         |                     | Margherita di Provenza  |                                    |  |  |       |  |  |                     |  |  |                       |  |
|                        |                     | Enrico III di Brabante  | Enrico II di Brabante              |  |  |       |  |  |                     |  |  |                       |  |
|                        |                     | Enrico III di Brabante  | Enrico II di Brabante              |  |  |       |  |  |                     |  |  |                       |  |
|                        |                     | Enrico III di Brabante  | Maria di Svevia                    |  |  |       |  |  |                     |  |  |                       |  |
| Maria di Brabante      |                     | Enrico III di Brabante  |                                    |  |  |       |  |  |                     |  |  |                       |  |
|                        |                     | Alice di Borgogna       | Ugo IV di Borgogna                 |  |  |       |  |  |                     |  |  |                       |  |
|                        |                     | Alice di Borgogna       | Ugo IV di Borgogna                 |  |  |       |  |  |                     |  |  |                       |  |
|                        |                     | Alice di Borgogna       | Iolanda di Dreux                   |  |  |       |  |  |                     |  |  |                       |  |
| Filippo III di Navarra |                     | Alice di Borgogna       |                                    |  |  |       |  |  |                     |  |  |                       |  |
|                        | Roberto II d'Artois | Roberto I d'Artois      |                                    |  |  |       |  |  |                     |  |  |                       |  |
|                        | Roberto II d'Artois | Roberto I d'Artois      |                                    |  |  |       |  |  |                     |  |  |                       |  |
|                        | Roberto II d'Artois | Matilde di Brabante     |                                    |  |  |       |  |  |                     |  |  |                       |  |
| Filippo d'Artois       | Roberto II d'Artois |                         |                                    |  |  |       |  |  |                     |  |  |                       |  |
|                        |                     | Amicie de Courtenay     | Pierre de Courtenay                |  |  |       |  |  |                     |  |  |                       |  |
|                        |                     | Amicie de Courtenay     | Pierre de Courtenay                |  |  |       |  |  |                     |  |  |                       |  |
|                        |                     | Amicie de Courtenay     | Perrenelle de Joigny               |  |  |       |  |  |                     |  |  |                       |  |
| Margherita d'Artois    |                     | Amicie de Courtenay     |                                    |  |  |       |  |  |                     |  |  |                       |  |
|                        |                     | Giovanni II di Bretagna | Giovanni I di Bretagna             |  |  |       |  |  |                     |  |  |                       |  |
|                        |                     | Giovanni II di Bretagna | Giovanni I di Bretagna             |  |  |       |  |  |                     |  |  |                       |  |
|                        |                     | Giovanni II di Bretagna | Bianca di Navarra                  |  |  |       |  |  |                     |  |  |                       |  |
| Bianca di Bretagna     |                     | Giovanni II di Bretagna |                                    |  |  |       |  |  |                     |  |  |                       |  |
|                        |                     | Beatrice d'Inghilterra  | Enrico III d'Inghilterra           |  |  |       |  |  |                     |  |  |                       |  |
|                        |                     | Beatrice d'Inghilterra  | Enrico III d'Inghilterra           |  |  |       |  |  |                     |  |  |                       |  |
|                        |                     | Beatrice d'Inghilterra  | Eleonora di Provenza               |  |  |       |  |  |                     |  |  |                       |  |
|                        |                     | Beatrice d'Inghilterra  |                                    |  |  |       |  |  |                     |  |  |                       |  |